# 데이터 열화
데이터 열화는 데이터 저장 장치에서 사소한 오류가 누적되어 컴퓨터 데이터가 점진적으로 손상되는 것을 이른다. 이 현상은 데이터 붕괴, 데이터 부패 또는 비트 부패라고도 일컬어진다.

## 시각적 예시
다음은 데이터 열화를 나타내는 326,272 비트 크기의 이미지로서, 가장 왼쪽 이미지가 원본을 나타낸다. 바로 다음 이미지는 한 개의 비트가 0에서 1로 변경된 것이며, 다음 두 이미지에서는 차례대로 각각 2개와 3개의 비트가 뒤집힌 것이다. 반전된 비트의 위치는 Linux cmp 명령어에서 제공되는 이미지 파일 간 이진 차이를 통해 확인할 수 있다. (예를 들어, cmp -b 원본.jpg 반전후.jpg ) 

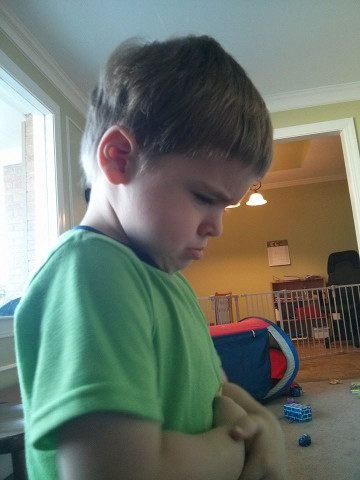
원본
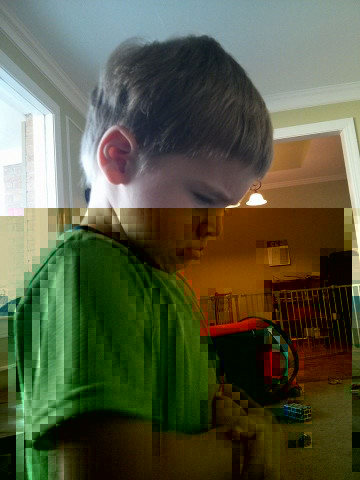
1개 비트 뒤집힘
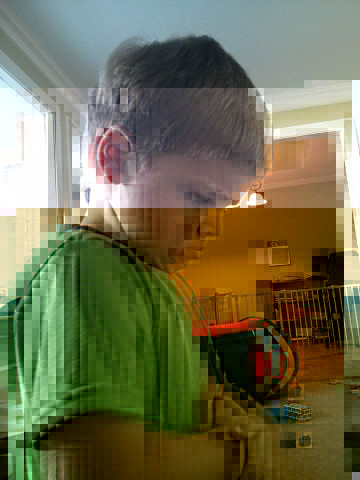
2개 비트 뒤집힘
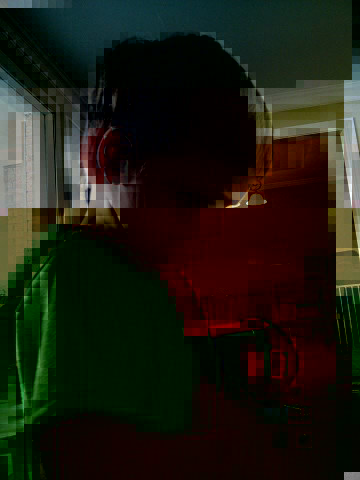
3개 비트 뒤집힘

## 예시: RAM
DRAM에서의 데이터 열화는 DRAM 내부에 전하 형태로 저장되어 있는 비트가 방전되면서 일어날 수 있는데, 이는 잠재적으로 프로그램 코드나 DRAM에 저장된 데이터를 변조시킬 수 있다. DRAM 내의 비트는 우주 광선이나 고에너지 입자에 의해서도 변조될 수 있는데, 이러한 이유로 발생하는 DRAM 데이터 열화를 소프트 에러라고 한다. ECC는 이런 류의 데이터 열화 현상을 완화시키기 위해 사용하는 기술이다.

## 예시: 스토리지
데이터 스토리지에서의 데이터 열화는 다년에 걸쳐 발생하는 스토리지의 점진적인 손상으로 인해 발생할 수 있는데, 그 원인은 스토리지의 종류에 따라 상이하다.
- EPROM, 플래시 메모리 및 기타 솔리드 스테이트 드라이브와 같은 고체 스토리지 매체들은 전하를 사용하여 데이터를 저장하는데, 이 전하들이 완벽히 절연되지 않으면서 서서히 방전될 수 있다. 이 현상은 칩 자체의 기능에는 영향을 주지 않으므로 주기적으로 다시 데이터를 기록해줌으로써 열화를 방지할 수 있지만, 다시 기록해 줄 원본 데이터를 구할 수 없는 경우에는 이 방법을 사용할 수 없다.
- 하드 디스크 드라이브, 플로피 디스크 및 자기 테이프와 같은 자기 스토리지 매체에서는 비트의 자기 방향이 없어져 데이터가 손상 될 수 있는데, 이 역시 데이터를 주기적으로 새로 기록해줌으로써 완화시킬 수 있다. 한편 자기 스토리지 매체는 따뜻하고 습한 조건에서, 특히 주변 공기로부터 잘 보호되지 않을 때에 스토리지 자체가 물리적으로 분해되며 데이터 열화가 발생할 수 있다.[1]
- 시디롬, DVD 및 블루레이 디스크와 같은 광학 스토리지 매체는 저장 매체 자체의 손상으로 인해 데이터가 열화될 수 있는데, 어둡고 시원하며 습도가 낮은 곳에 디스크를 저장하면 이를 완화할 수 있다. "Archival quality" 디스크는 이로 인한 손상에 대해 연장된 수명을 보장하긴 하지만, 이 역시 영구적이지는 않다.
- 천공 카드 및 천공 테이프와 같은 종이 스토리지 매체는 썩을 수 있다.

## 시스템 구성 요소 및 시스템 장애
대부분의 디스크나 디스크 컨트롤러, 고수준 시스템은 모두 복구 불가능한 데이터 손상의 가능성을 약간씩은 갖고 있는데, 디스크 저장용량 및 파일의 양과 크기가 점자 증가함에 따라, 데이터 열화를 포함한 다양한 형태의 수정/감지가 불가능한 데이터 손상에 대한 가능성은 지속적으로 증가하고 있다.
이러한 데이터 손상은 고수준 소프트웨어를 이용해 데이터를 중복시키거나 데이터 무결성 검사, 혹은 자기 복구 알고리즘을 적용시켜 다소간 완화시킬 수 있다. 대표적으로 ZFS 파일 시스템이 다양한 종류의 데이터 손상 문제를 해결하는데 초점을 두어 개발되었으며, Btrfs 파일 시스템과 ReFS 역시 이를 위해 데이터 보호 및 복구 메커니즘을 포함하고 있다.

## 같이 보기
- 체크섬
- 데이터베이스 무결성
- 디스크 부패
- 에러 탐지 및 수정
- 링크 부패